# Thomas Middleditch
Thomas Steven Middleditch (ur. 10 marca 1982 w Nelson w Kolumbii Brytyjskiej) – kanadyjski aktor filmowy i telewizyjny, a także komik i scenarzysta. Występował w roli Richarda Hendricksa w sitcomie Dolina Krzemowa.

## Życiorys
Urodził się w rodzinie Brytyjczyków. Kształcił się na University of Victoria, porzucił studia i wyjechał do Toronto, gdzie zdawał do szkoły aktorskiej George Brown College. Zajął się jednak tworzeniem własnych skeczy, zarabiając jednocześnie jako sprzedawca obuwia w sklepie sieci New Balance. Udał się następnie do Chicago, gdzie kształcił się w zakresie teatru improwizowanego i występował w ramach przedsiębiorstwa rozrywkowego The Second City oraz w iO Theater. Następnie zamieszkał w Nowym Jorku, gdzie grał w reklamach (m.in. dla koncernu McDonald’s) i występował z różnymi grupami komediowymi.
W 2009 zadebiutował epizodyczną rolą w filmie Nowszy model. Od tego czasu zaczął występować w produkcjach telewizyjnych, internetowych i kinowych. Pojawił się m.in. w serialu internetowym Jake and Amir, w filmach Fun Size. Szalone Halloween, Wyborcze jaja, Someone Marry Barry i Wilk z Wall Street, a także w pojedynczych odcinkach seriali Biuro czy Żona na pokaz.
W 2013 otrzymał główną rolę w produkowanym przez HBO serialu komediowym Dolina Krzemowa, którego premiera miała miejsce w 2014. Wcielił się w nim w postać programisty Richarda Hendricksa. Sitcom zyskał bardzo dobre recenzje. Thomas Middleditch za tę rolę trzykrotnie był nominowany do Satelity dla najlepszego aktora w serialu komediowym (2014, 2015, 2016), a dwukrotnie do Critics’ Choice Television Award w tożsamej kategorii (2014, 2015). W 2016 wyróżniony nominacją do Primetime Emmy Award dla pierwszoplanowego aktora w serialu komediowym.

## Filmografia
- 2009: Nowszy model
- 2010: Naciągacze
- 2010: Policja zastępcza
- 2011: Jake and Amir (serial internetowy)
- 2011: Wirtualna liga (serial TV)
- 2012: Być jak Flynn
- 2012: Fun Size. Szalone Halloween
- 2012: The Brass Teapot
- 2012: Wyborcze jaja
- 2013: Biuro (serial TV)
- 2013: Key & Peele (serial TV)
- 2013: Królowie lata
- 2013: Wilk z Wall Street
- 2013: Żona na pokaz (serial TV)
- 2014: Dolina Krzemowa (serial TV)
- 2014: Niezły Meksyk
- 2014: Someone Marry Barry
- 2014: You’re the Worst (serial TV)
- 2015: The Bronze
- 2016: Joshy
- 2019: Zombieland: Kulki w łeb[2]